# 伍德蘭茲 (加利福尼亞州)
伍德蘭茲（英語：Woodlands）是位於美國加利福尼亞州聖路易斯-奧比斯保縣的一個人口普查指定地區。

## 地理
伍德蘭茲的座標為35°01′44″N 120°33′09″W / 35.02889°N 120.55250°W，而該地最高點為海拔高度86米（即282英尺）。

## 人口
根據2010年美國人口普查的數據，伍德蘭茲的面積為4.283平方千米，均為陸地。當地共有人口576人，而人口密度為每平方千米134人。